# Zhang San Feng
Zhang Sanfeng (cinese: 張三丰 oppure 張三峰, pinyin: Zhāng Sānfēng, Wade-Giles: Chang Sanfeng; XIII secolo) è una figura leggendaria semi-storica di monaco taoista cinese esperto di arti marziali, dell'Alchimia Interiore e di agopuntura.
La sua storicità non è accertata in quanto le fonti, per quanto abbondanti, sono frammentarie e spesso in contraddizione fra loro.

## Il nome
Oggi, in cinese, si utilizzano indifferentemente gli ideogrammi 張三丰 oppure 張三峰. A livello documentale il secondo modo di scriverlo appare nel Wang Zhengnan muzhiming e non vi sono riscontri storici precedenti ad esso. In quel testo si parla di Zhang Sanfeng (張三峰) della dinastia Song che fu un alchimista delle montagne Wudang.

## Biografia
La vita di Zhang Sanfeng è permeata di un alone leggendario di cui sono intrise persino le fonti storiche che parlano di lui.
La sua vita viene collocata in vari momenti storici estremamente differenti tra loro. Secondo alcune sarebbe nato intorno al 1270 d.C. durante la dinastia Song.
Addirittura queste fonti, sia pure abbondantissime, sono spesso in contraddizione.
Nel Mingshi (明史, Storia dei Ming) se ne tramanda l'immagine di un uomo di alta statura e di grande prestanza, con capacità eccezionali, con la corporatura di una tartaruga e la schiena simile ad una gru. Aveva grandi orecchie e occhi rotondi. La sua barba era lunga come la nappa di una lancia. Andava vestito sia in estate che in inverno di un abito di tela e di una sopravveste fatta di giunchi intrecciati, insensibile sia al caldo che al freddo. Era in grado di digiunare per un mese, come di ingurgitare un'enorme quantità di cibo nel medesimo pasto. Era capace di percorrere mille Lǐ in un solo giorno oppure di memorizzare qualsiasi libro alla prima lettura.
Nel Mingshi si racconta che Zhang Sanfeng, nacque nel 1247 a Yizhou nel Liaoning, nel Nord-Est della Cina. Egli viaggiò per tutto l'impero prima di stabilirsi a Wudang. L'imperatore Chengzu della Dinastia Ming mandò emissari a cercarlo, ma invano. In seguito si stabilì a Baoji nello Shaanxi, dove morì e divenne immortale.
Sulla nascita i vari Annali Storici la collocano o durante il periodo della dinastia Song, o della dinastia Jīn oppure in quello della dinastia Yuan ed in località molto distanti tra loro, quali la provincia di Shanxi, quella di Shaanxi, o in Sichuan, facendo supporre che si tratti solamente di una figura leggendaria oppure che siano esistiti vari omonimi.
Egli viene spesso presentato come adepto della scuola Neidan.
Sempre nel Mingshi si racconta che era conosciuto anche col nome di Junbao, soprannominato Zhang Lata (Zhang il trasandato).

## Zhang Sanfeng e le tecniche di combattimento
Il primo scritto a menzionare Zhang Sanfeng in collegamento alle arti marziali, è stato il Wang Zhengnan muzhiming, in cui gli viene attribuita la fondazione del Neijiaquan. Non esistono fonti anteriori a questa data che indichino che egli abbia creato le tecniche di combattimento che oggi gli sono attribuite, quali Wudang Danpai jian, Taijijian, Neijiaquan, certi stili di Taijiquan.
Come per Bodhidharma per lo Shaolinquan, la maggior parte di queste tecniche sono legate a Zhang Sanfeng in quanto presunto loro creatore attraverso vaghi scritti, quali la famosa poesia della Fondazione del Taijiquan, che si può leggere in numerosi manuali dello stile redatti all'inizio del Periodo Repubblicano. L'importanza accordata alla figura di Zhang Sanfeng da parte dei praticanti del Taiji, testimonia, più che una trasmissione reale, una risorta notorietà del culto di questo personaggio, venutasi a formare nel XIX secolo. Infatti nel 1844, Li Xiyue (李西月) pubblica il Sanfeng Quanshu (三丰全书), che è la metafora della stabilità della cultura cinese rispetto agli sconvolgimenti provocati dall'irruzione occidentale sulla scena dello Stato di Mezzo e dal progressivo dissolvimento dell'Impero. Questo simbolo venne poi ripreso da numerosi autori successivi, quali Li Yishe (李亦畲 - in molti testi occidentali appare come Li Yiyu) che nel 1867 scrisse che il Taijiquan proviene da Zhang Sanfeng.
Secondo queste tradizioni "moderne", ancora bambino, Zhang Sanfeng fu mandato nel monastero buddhista di Shaolin dai genitori, molto poveri, per farlo monaco. A quindici anni lasciò il monastero in cerca di nuovi maestri. Incontrò l'immortale divino Drago di Fuoco che gli insegnò l'arte taoista di raccogliere, coltivare e far circolare il soffio vitale.
Senza mai fermarsi errò fra le montagne, rifugio degli eremiti taoisti, dove dormì per un mese intero presso il monastero dell'Altare d'Oro senza mai svegliarsi. Così lo infilarono in una bara ma si levò prima che la chiudessero. Ormai indifferente alla fame e alla sete si ritirò in meditazione in una capanna che si costruì in un antico boschetto. Da lì un giorno vide una gru e un serpente sfidarsi e fu assalito dall'idea di realizzare uno stile di lotta che combinasse le caratteristiche di vari animali. Si impegnò in questo intento fino a che guardando in fondo ad una valle sulle montagne del Wudang vide delle foglie che venivano sollevate in una spirale dal vento e guardando in cielo vide vorticose nuvole intorno ai picchi.
Fu allora che capì che non doveva puntare alle capacità degli uomini e degli animali ma invece alla forza del Tao per realizzare un'arte marziale che dissolvesse, dirottasse e assorbisse le forze opposte senza tentare di sottometterle e conquistarle. Così costruì un eremo sulle montagne del Wudang dove sviluppò le 12 forme marziali.

## Curiosità
- Nel 1993, Jet Li (Li Lianjie) ha interpretato un film dal titolo Taiji: Zhang Sanfeng.
- Negli Stati Uniti, a East Stroudsburg, in Pennsylvania, si tiene annualmente il Zhang Sanfeng Festival & Dao of Health Expo  , fondato da Jou Tsung Hwa.
- La televisione cinese nel 2002 ha prodotto uno sceneggiato dal titolo "Il giovane Zhang Sanfeng" (少年張三丰, Shaonian Zhang Sanfeng).